# 飛徹斯特

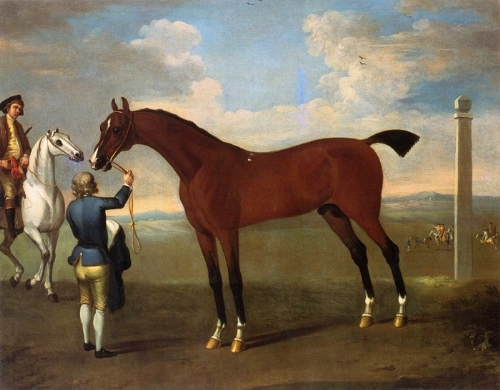
飛徹斯特

飛徹斯特（Flying Childers、1714年 - 1741年）是一匹英國競賽馬。
飛徹斯特1716年出生於英國，他是達利阿拉伯的兒子。飛徹斯特出戰8仗8勝。而賽馬車的祖先Messenger父線血統可以追溯到飛徹斯特。而全兄弟馬Bartlet's Childers的曾孫是影響馬壇最大的日蝕（Eclipse）。

## 外部連結
- 血統表 （页面存档备份，存于）